# Escut d'Alpicat
L'escut oficial d'Alpicat té el següent blasonament:
Escut caironat: d'or, un pi de copa alta arrencat de sinople acompanyat d'un ganivet d'atzur manegat de sable a la destra, i d'una palma de sinople a la sinistra, ambdós posats en pal. Per timbre una corona mural de poble.

## Història
Va ser aprovat el 7 de juliol de 1983 i publicat al DOGC número 360 el 2 de setembre del mateix any.
El pi és un senyal parlant referent a la part central del nom del poble. Els altres elements, el ganivet i la palma, són els atributs del martiri de sant Bartomeu, patró de la localitat.
El Ple de l'Ajuntament, de 30 de gener de 2023, va ratificar la imatge de l'escut heràldic d'Alpicat. El
blasonament fou publicat al DOGC 360, de 2 de setembre de 1983.
L'escut està inscrit en el Registre del sector públic local de Catalunya.